# 소파 방정환 (드라마)
《소파 방정환》은 1982년 5월 5일에 방영된 KBS 1TV 어린이날 특집 드라마이다.

## 줄거리
어린이날을 만드는 어린이를 위한 갖가지 사업을 벌였던 어린이의 아버지 방정환 선생의 일대기를 드라마로 꾸민다.

## 등장 인물
- 강태기 : 방정환 역
- 이진숙
- 임혁
- 이문환
- 오현경
- 안병경